# Slash (média)
Pour les articles homonymes, voir Slash.
Slash, anciennement intitulée france.tv Slash, est une chaine numérique du service public destinée aux 18-30 ans et appartenant au groupe France Télévisions.
Elle est consacrée à la jeunesse et propose des fictions, des documentaires, des magazines, des reportages... spécialement créés pour la plateforme.  Slash est la première offre entièrement numérique du service public et disponible sur YouTube, Instagram et Snapchat depuis novembre 2018, ainsi que sur la plateforme et l'application france.tv.
La nouvelle verticale 100% vidéo s'adresse à un public entre le lycée et la vie active et traite de thématiques comme la sexualité, les discriminations, le corps, l'identité, l'engagement, la consommation et la vie connectée par le biais d'histoires de vie et de témoignages.

## Historique
Le 5 février 2018, le service public France Télévisions annonce la création d'une offre 100 % numérique destinée aux jeunes adultes avec le lancement de la série Skam France sur la plateforme, une série qui suit le quotidien de plusieurs adolescents. Chaque saison de Skam France est centrée sur un personnage précis et un thème particulier.
Tout au long de la semaine, des séquences sont publiées sur YouTube et la plateforme france.tv et forment en fin de semaine un épisode complet de vingt minutes en moyenne. Les internautes peuvent aussi suivre les personnages à travers leur compte Instagram. L'audience cumulée de la saison 3 s'élève à 28 millions de vues sur les plateformes où est diffusée la série.
En novembre 2018, France.tv Slash arrive sur le service Discover de la plateforme Snapchat avec la chronique vidéo Sexy Soucis présentée par Diane Saint-Réquier, dans laquelle elle répond à des questions sur la sexualité.

## Programmes

### Fictions et séries télévisées
- 9.3 BB (2024, 8 épisodes)
- Amours Solitaires (depuis 2020, 2 saisons, 40 épisodes) (co-diffusion Arte)
- Le Bien Chasser (depuis 2022, 24 épisodes)
- Bistronomia (2025, 9 épisodes)
- Caro Nostra (2023, 5 épisodes)
- Chair tendre (2022, 10 épisodes)
- La confinerie (2020, 15 épisodes)
- Croc Love (2018-2019, 10 épisodes)
- Les Engagés (2017-2021, 3 saisons, 23 épisodes)
- Back to Corsica (2019, 8 épisodes) (co-diffusion France 3 Corse)
- Diana Boss (2021, 1 saison, 4 épisodes)
- Déter (2023-2024, 200 épisodes)
- Derby Girl (2021-2022, 2 saisons, 18 épisodes)
- Les Engagés (2017-2021, 3 saisons, 23 épisodes)
- Enjoy ! (2024, 6 épisodes)
- Grand Palais : Chicha Lounge (2023, 10 épisodes)
- Girlsquad (2021, 10 épisodes)
- La fille au coeur de cochon (2022, 8 épisodes)
- Homo Erectus (2025, 8 épisodes)
- Kiffe aujourd'hui (2019-2021, 2 saisons, 20 épisodes)
- Lance Dur (depuis 2023, 7 épisodes)
- Lastman (depuis 2018, 2 saisons, 32 épisodes)
- Louis 28 (2023, 10 épisodes)
- Monsieur Flap (2017-2019, 2 saisons, 11 épisodes)
- Mental (2019-2021, 2 saisons, 20 épisodes)
- Nos vies en l'air (2024, 8 épisodes)
- Le Nouveau Passe-Muraille (2025, 6 épisodes)
- La Petite Mort (depuis 2017, 27 épisodes)
- Phoenix (2025, 6 épisodes)
- Rap Fighter Cup (2018-2019, 2 saisons, 7 épisodes)
- ReuSSS (2022, 10 épisodes)
- Skam France (2017-2023, 12 saisons, 117 épisodes)
- Split (2023, 5 épisodes)
- Stalk (depuis 2020, 3 saisons, 30 épisodes)
- Zonz (2025, 8 épisodes)

### Séries documentaires
- À chaque foi (2021, 6 épisodes)
- Ballroom (2025, 4 épisodes)
- Cellule de rimes (2022, 6 épisodes)
- Champion(s) (depuis 2021, 24 épisodes)
- Comment j'ai hacké mes intestins (2020, 6 épisodes)
- Commisses d'office (depuis 2017, 30 épisodes)
- Dans ma tête (2021-2022, 18 épisodes)
- Eloi, en quête d'un disparu (2023, 6 épisodes)
- Fantômes (2020-2022, 7 épisodes)
- Féroces (2024, 4 épisodes)
- Les garçons bleus (2021, 12 épisodes)
- Gangs de (depuis 2023)
- Génération 2021 (2021, 6 épisodes)
- Invincibles (2020, 5 épisodes)
- Justice! (2021, 5 épisodes)
- Nomades (2025, 3 épisodes)
- No Sex (2021, 5 épisodes)
- Océan (depuis 2019)
- Prison[s] (2022, 5 épisodes)
- Preview (2018-2019, 8 épisodes)
- Revenge (2021, 5 épisodes)
- Sur le Front (2019-2020, en cours de diffusion sur France 5)
- Un monde en commun (2023, 4 épisodes)

### Magazines
- À bientôt de te revoir (2022-2023, 20 émissions)
- Ça rec (2022-2023, 14 émissions)
- Clic mortel (depuis 2025, 6 émissions)
- DataGueule (2018-2020, anciennement diffusé sur France 4)
- Étiquette (2020-2022, 42 épisodes)
- Feat. (depuis 2023)
- Kebab Date (depuis 2023)
- Insomnie (2020-2022, 32 émissions)
- On n'est plus des pigeons ! (2018-2024, 48 émissions)
- Moonwalk (depuis 2018)
- Les pièges du numériques (2022-2023, 10 émissions)
- Première rencontres (2021, 6 émissions)
- Riding Zone (depuis 2024)
- Rewind (2023, 10 émissions)
- Sex Talk (2020, 20 émissions)
- Sexy Soucis (2018-2021, 53 émissions)
- La tête haute (2021, 16 émissions)
- Safe Zone (depuis 2023)

### Télé-réalité
- Drag Race France (depuis 2022)

## Identité visuelle

Logos de France.tv Slash
Logo de France.tv Slash utilisé sur les réseaux sociaux depuis le 4 juin 2018.
Logo de France.tv Slash depuis le 5 février 2018.

## Diffusion

### Internet
France.tv Slash est disponible sur la plateforme et l'appli France.tv, sur YouTube, sur Instagram et sur Snapchat.
Sur YouTube, elle dispose de 4 chaines :
- Slash (magazines)
- Slash enquêtes (documentaires)
- Slash anime (séries animées)
- Slash musique (contenus culturels et musicaux)

### Télévision
Plusieurs chaînes de France Télévisions diffuse certains programmes issus de la plateforme France.tv Slash sur son antenne.

### SurFrance 2
- La première saison de la série Stalk est diffusée en deuxième partie de soirée en octobre 2020.
- Les premiers épisodes de la série Caro Nostra sont diffusés le 31 mars 2022 en troisième partie de soirée.
- Le concours Drag Race France est diffusé durant les étés 2022 et 2023 en deuxième partie de soirée.
- Les six épisodes de la série documentaire Eloi, en quête d'un disparu sont proposés le 23 janvier 2024  en troisième partie de soirée.
- La première saison de la série Enjoy! est diffusée en troisième partie de soirée le 25 novembre 2024.
- La première saison de la série Zonz est diffusée en deuxième partie de soirée le 3 août 2025.

### SurFrance 4
- Les premières saisons de la série Skam sont diffusées en première partie de soirée, puis en troisième partie de soirée du 25 février 2018 au 26 mars 2021.

La série est aussi proposée en 2022 et en 2023 sur l'ensemble des antennes de La 1ère en avant-soirée.
- Le magazine Moonwalk est diffusé entre 2021 et 2024 la nuit dans le bloc de programmes Culturebox.

### SurFrance 5
- La première saison de la série Chair tendre est diffusée intégralement sur France 5 le 22 septembre 2022[7], dans une case expérimentale dédiée aux contenus de la plateforme France.tv Slash[8] comprenant également la série documentaire Sur le front présentée par Hugo Clément.

### SurTV5 Monde
- La série ReuSSS est diffusée en juillet 2023 en deuxième partie de soirée et en journée[7].

## Audience
En 2022, la plateforme revendique une moyenne de 2 millions de spectateurs par mois, dont 75% du public est âgé de 18 à 34 ans.
Durant cette période, la chaîne rencontre le succès avec les séries Parlement, Stalk et la saison 10 de Skam qui cumule plus de 5,6 millions de vues.
En septembre 2022, les premiers épisodes des séries Normal people et Chair tendre rassemblent respectivement 3,2 millions et 2,6 millions de vues<.
En 2019, la saison 2 de La Petite Mort rassemblait 4 millions de spectateurs, la saison 1 de Kiffe Aujourd'hui 3 millions de spectateurs et la saison 1 de la série documentaire Océan 1,2 million.
En 2024, la plateforme annonce que la série documentaire Commisses d'office est vue par plus de 3 millions de spectateurs.

## Controverses

### Accusation de militantisme politique
Le 12 février 2022, Arthur Monnet du collectif #PasAvecMaRedevance a lancé une pétition sur Change.org, à destination de France Télévisions.
Intitulée « Pour que France TV respecte son devoir d’impartialité et pluralisme », elle a cumulé le 15 février 2022 plus de 19 000 signatures et cible France TV Slash, que le collectif accuse de « multiplier les violations des règles juridiques et déontologiques qui encadrent sa mission d’intérêt général de service public audiovisuel».
Le collectif #PasAvecMaRedevance reproche à France TV Slash de violer les obligations juridiques de France Télévisions, notamment le non-respect de la stricte neutralité politique exigée par la charte éthique de France Télévisions et la violation de l'expression des différents points de vue (pluralisme) pour les « questions prêtant à controverse » assurée par le cahier des charges de France Télévisions. En effet, selon #PasAvecMaRedevance, France TV Slash s'adonnerait au militantisme politique en tenant des prises de positions politiques sans nuance ni contradiction de façon régulière, en appelant à des dons pour des associations politiques (notamment, ici Black Lives Matter et le comité Justice pour Adama), en enjoignant à aller consommer de la pornographie et en incitant les téléspectateurs et internautes à participer à des manifestations, à signer des pétitions pour certains mouvements militants ou à adopter des attitudes militantes.
France Télévisions juge l’initiative de la pétition à charge, mais elle a malgré tout reconnu des maladresses de la part de France TV Slash.
Florent Dumont, directeur des antennes, déclare : « Il y a eu 3 000 posts sur le compte Instagram en quatre ans. Alors oui, quelques-uns ont échappé à notre vigilance. Quand on en regarde certains aujourd’hui, on peut se dire qu’on a manqué de recul, qu’il y a eu quelques erreurs ponctuelles. Sur Adama Traoré, l’idée n’était pas de lancer un appel aux dons, mais de mettre en avant le compte du photographe.»